# Uruguayaans voetbalelftal in 2000
Het Uruguayaans voetbalelftal speelde in totaal tien interlands in het jaar 2000. Alle duels betroffen kwalificatiewedstrijden voor het WK voetbal 2002 in Japan en Zuid-Korea. De ploeg stond onder leiding van de in 1999 aangetreden Daniel Passarella. De Argentijnse oud-international was ’s lands eerste bondscoach zonder de Uruguayaanse nationaliteit. Doelman Fabián Carini en middenvelder Pablo Gabriel García waren in 2010 de enige twee spelers die in alle tien duels meespeelden van de eerste tot en met de laatste minuut. Op de FIFA-wereldranglijst steeg Uruguay in 2000 van de 47ste (januari 2000) naar de 32ste plaats (december 2000).

## Balans
| Wedstrijden | Wedstrijden | Wedstrijden | Wedstrijden | Doelpunten | Doelpunten | Doelpunten | Punten |
| Gespeeld    | Winst       | Gelijk      | Verlies     | Voor       | Tegen      | Saldo      | Punten |
| ----------- | ----------- | ----------- | ----------- | ---------- | ---------- | ---------- | ------ |
| 10          | 4           | 3           | 3           | 12         | 7          | +5         | 1.100  |

## Interlands
|                                |                          |       |         |                                                                                           |
| 29 maart WK-kwalificatie № 651 | Uruguay                  | 1 – 0 | Bolivia | Estadio Centenario, Montevideo Toeschouwers: 49.811 Scheidsrechter: Antônio Pereira (BRA) |
| 29 maart WK-kwalificatie № 651 | Pablo Gabriel García 26' |       |         | Estadio Centenario, Montevideo Toeschouwers: 49.811 Scheidsrechter: Antônio Pereira (BRA) |

|                                |                 |       |         |                                                                                                 |
| 26 april WK-kwalificatie № 652 | Paraguay        | 1 – 0 | Uruguay | Estadio Defensores del Chaco, Asunción Toeschouwers: 18.350 Scheidsrechter: Ángel Sánchez (ARG) |
| 26 april WK-kwalificatie № 652 | Celso Ayala 35' |       |         | Estadio Defensores del Chaco, Asunción Toeschouwers: 18.350 Scheidsrechter: Ángel Sánchez (ARG) |

|                              |                                   |       |                          |                                                                                          |
| 3 juni WK-kwalificatie № 653 | Uruguay                           | 2 – 1 | Chili                    | Estadio Centenario, Montevideo Toeschouwers: 60.000 Scheidsrechter: Robert Troxler (PAR) |
| 3 juni WK-kwalificatie № 653 | Dario Silva 34' Paolo Montero 42' |       | 37' (pen.) Iván Zamorano | Estadio Centenario, Montevideo Toeschouwers: 60.000 Scheidsrechter: Robert Troxler (PAR) |

|                               |                    |       |                |                                                                                          |
| 28 juni WK-kwalificatie № 654 | Brazilië           | 1 – 1 | Uruguay        | Estádio "Maracanã", Rio de Janeiro Toeschouwers: 50.000 Scheidsrechter: Óscar Ruiz (COL) |
| 28 juni WK-kwalificatie № 654 | Rivaldo 86' (pen.) |       | 6' Dario Silva | Estádio "Maracanã", Rio de Janeiro Toeschouwers: 50.000 Scheidsrechter: Óscar Ruiz (COL) |

|                               |                                                             |       |                    |                                                                                       |
| 18 juli WK-kwalificatie № 655 | Uruguay                                                     | 3 – 1 | Venezuela          | Estadio Centenario, Montevideo Toeschouwers: 58.000 Scheidsrechter: René Ortubé (BOL) |
| 18 juli WK-kwalificatie № 655 | Nicolás Olivera 30' Darío Rodríguez 53' Nicolás Olivera 90' |       | 23' Daniel Noriega | Estadio Centenario, Montevideo Toeschouwers: 58.000 Scheidsrechter: René Ortubé (BOL) |

|                               |         |       |      |                                                                                       |
| 26 juli WK-kwalificatie № 656 | Uruguay | 0 – 0 | Peru | Estadio Centenario, Montevideo Toeschouwers: 54.345 Scheidsrechter: Oscar Godoi (BRA) |
| 26 juli WK-kwalificatie № 656 |         |       |      | Estadio Centenario, Montevideo Toeschouwers: 54.345 Scheidsrechter: Oscar Godoi (BRA) |

|                                   |                    |       |         |                                                                                     |
| 15 augustus WK-kwalificatie № 657 | Colombia           | 1 – 0 | Uruguay | Estadio El Campín, Bogotá Toeschouwers: 31.000 Scheidsrechter: Daniel Giménez (ARG) |
| 15 augustus WK-kwalificatie № 657 | Jairo Castillo 72' |       |         | Estadio El Campín, Bogotá Toeschouwers: 31.000 Scheidsrechter: Daniel Giménez (ARG) |

|                                   |                                                                                |       |         |                                                                                           |
| 3 september WK-kwalificatie № 658 | Uruguay                                                                        | 4 – 0 | Ecuador | Estadio Centenario, Montevideo Toeschouwers: 65.000 Scheidsrechter: Henry Cervantes (COL) |
| 3 september WK-kwalificatie № 658 | Federico Magallanes 14' Darío Silva 37' Nicolás Olivera 50' Gabriel Cedrés 86' |       |         | Estadio Centenario, Montevideo Toeschouwers: 65.000 Scheidsrechter: Henry Cervantes (COL) |

|                                 |                                            |       |                         |                                                                                            |
| 8 oktober WK-kwalificatie № 659 | Argentinië                                 | 2 – 1 | Uruguay                 | Estadio Monumental, Buenos Aires Toeschouwers: 48.792 Scheidsrechter: Márcio Rezende (BRA) |
| 8 oktober WK-kwalificatie № 659 | Marcelo Gallardo 27' Gabriel Batistuta 42' |       | 50' Federico Magallanes | Estadio Monumental, Buenos Aires Toeschouwers: 48.792 Scheidsrechter: Márcio Rezende (BRA) |

|                                   |         |       |         |                                                                                            |
| 15 november WK-kwalificatie № 660 | Bolivia | 0 – 0 | Uruguay | Estadio Hernando Siles, La Paz Toeschouwers: 29.112 Scheidsrechter: Horacio Elizondo (ARG) |
| 15 november WK-kwalificatie № 660 |         |       |         | Estadio Hernando Siles, La Paz Toeschouwers: 29.112 Scheidsrechter: Horacio Elizondo (ARG) |

## FIFA-wereldranglijst
| JAN | FEB | MAR | APR | MEI | JUN | JUL | AUG | SEP | OKT | NOV | DEC |
| --- | --- | --- | --- | --- | --- | --- | --- | --- | --- | --- | --- |
| 47  | 42  | 44  | 42  | 44  | 43  | 35  | 36  | 32  | 34  | 36  | 32  |

## Statistieken
| Fabián Carini         | 1979-12-26 | Juventus               | 10 | 0 | 0 | 20 | 0  |
| Verdediging           |            |                        |    |   |   |    |    |
| Alejandro Lembo       | 1978-02-15 | Club Nacional          | 9  | 0 | 0 | 18 | 1  |
| Darío Rodríguez       | 1974-09-17 | Peñarol                | 8  | 0 | 1 | 8  | 1  |
| Paolo Montero         | 1971-09-03 | Juventus               | 5  | 0 | 1 | 34 | 3  |
| Gustavo Méndez        | 1971-02-03 | Torino FC              | 5  | 0 | 0 | 37 | 0  |
| Washington Tais       | 1972-12-21 | Racing Santander       | 5  | 0 | 0 | 11 | 0  |
| Gonzalo Sorondo       | 1979-10-09 | Defensor Sporting Club | 3  | 0 | 0 | 3  | 0  |
| Leonardo Ramos        | 1969-09-11 | UD Salamanca           | 1  | 1 | 0 | 9  | 0  |
| Diego López           | 1974-08-22 | Cagliari Calcio        | 1  | 0 | 0 | 23 | 0  |
| Damián Rodríguez      | 1974-07-27 | Club Nacional          | 1  | 0 | 0 | 1  | 0  |
| Tabaré Silva          | 1974-08-30 | Sevilla FC             | 1  | 0 | 0 | 20 | 0  |
| Middenveld            |            |                        |    |   |   |    |    |
| Pablo García          | 1977-05-11 | AC Milan               | 10 | 0 | 1 | 21 | 1  |
| Gianni Guigou         | 1975-02-22 | AS Roma                | 7  | 1 | 0 | 18 | 0  |
| Álvaro Recoba         | 1976-03-17 | Inter Milaan           | 7  | 1 | 0 | 27 | 6  |
| Fabián O'Neill        | 1973-10-14 | Juventus               | 6  | 0 | 0 | 14 | 1  |
| Fabián Coelho         | 1977-01-20 | Club Nacional          | 3  | 2 | 0 | 16 | 1  |
| Gabriel Cedrés        | 1970-03-03 | Peñarol                | 3  | 1 | 1 | 27 | 5  |
| Gustavo Poyet         | 1967-11-15 | Chelsea FC             | 1  | 1 | 0 | 26 | 3  |
| Mario Regueiro        | 1978-09-14 | Racing Santander       | 1  | 1 | 0 | 2  | 0  |
| Gonzalo de los Santos | 1976-07-19 | Málaga CF              | 1  | 0 | 0 | 17 | 1  |
| Marcelo Romero        | 1976-07-04 | Peñarol                | 1  | 0 | 0 | 14 | 0  |
| Gustavo Varela        | 1978-05-14 | Club Nacional          | 1  | 0 | 0 | 1  | 0  |
| Guillermo Giacomazzi  | 1977-11-21 | Peñarol                | 0  | 3 | 0 | 3  | 0  |
| Christian Callejas    | 1978-05-17 | Danubio FC             | 0  | 1 | 0 | 10 | 1  |
| Andrés Fleurquin      | 1975-02-08 | Sturm Graz             | 0  | 1 | 0 | 9  | 0  |
| Aanval                |            |                        |    |   |   |    |    |
| Nicolás Olivera       | 1978-05-30 | Sevilla FC             | 7  | 2 | 3 | 16 | 6  |
| Darío Silva           | 1972-11-02 | Málaga CF              | 6  | 1 | 3 | 25 | 9  |
| Federico Magallanes   | 1976-08-22 | Racing Santander       | 4  | 1 | 2 | 14 | 4  |
| Diego Alonso          | 1975-04-16 | Valencia CF            | 1  | 2 | 0 | 6  | 0  |
| José María Franco     | 1978-09-28 | Peñarol                | 1  | 0 | 0 | 1  | 0  |
| Marcelo Otero         | 1971-04-14 | Sevilla FC             | 1  | 0 | 0 | 25 | 10 |
| Marcelo Zalayeta      | 1978-12-05 | Sevilla FC             | 0  | 3 | 0 | 18 | 6  |
| Sebastián Abreu       | 1976-10-17 | CA San Lorenzo         | 0  | 2 | 0 | 9  | 3  |
| Gabriel Álvez         | 1974-12-26 | Olympiakos Piraeus     | 0  | 1 | 0 | 8  | 1  |
| Rubén da Silva        | 1968-04-11 | Club Nacional          | 0  | 1 | 0 | 22 | 3  |

AUF · A-internationals · Selecties · Bondscoaches · Uruguayaans vrouwenelftal · Olympisch elftal · Uruguay U21 · Uruguay U20 · Uruguay U19 · Uruguay U18 · Uruguay U17
1900 – 1909 ·
1910 – 1919 ·
1920 – 1929 ·
1930 – 1939 ·
1940 – 1949 ·
1950 – 1959 ·
1960 – 1969 ·
1970 – 1979 ·
1980 – 1989 ·
1990 – 1999 ·
2000 – 2009 ·
2010 – 2019 ·
2020 – 2029
WK 1930 · 
WK 1950 · 
WK 1954 · 
WK 1962 · 
WK 1966 · 
WK 1970 ·
WK 1974 · 
WK 1986 · 
WK 1990 · 
WK 2002 · 
WK 2010 · 
WK 2014 · 
WK 2018
OS 1924 · 
OS 1928 ·
OS 2012
1902 · 
1903 · 
1904 · 
1905 · 
1906 · 
1907 · 
1908 · 
1909 ·
1910 · 
1911 · 
1912 · 
1913 · 
1914 · 
1915 · 
1916 · 
1917 · 
1918 · 
1919 ·
1920 · 
1921 · 
1922 · 
1923 · 
1924 · 
1925 · 
1926 · 
1927 · 
1928 · 
1929 ·
1930 · 
1931 · 
1932 · 
1933 · 
1934 · 
1935 · 
1936 · 
1937 · 
1938 · 
1939 ·
1940 · 
1941 · 
1942 · 
1943 · 
1944 · 
1945 · 
1946 · 
1947 · 
1948 · 
1949 ·
1950 · 
1951 · 
1952 · 
1953 · 
1954 · 
1955 · 
1956 · 
1957 · 
1958 · 
1959 ·
1960 · 
1961 · 
1962 · 
1963 · 
1964 · 
1965 · 
1966 · 
1967 · 
1968 · 
1969 ·
1970 · 
1971 · 
1972 · 
1973 · 
1974 · 
1975 · 
1976 · 
1977 · 
1978 · 
1979 ·
1980 · 
1981 · 
1982 · 
1983 · 
1984 · 
1985 · 
1986 · 
1987 · 
1988 · 
1989 ·
1990 ·
1991 · 
1992 · 
1993 · 
1994 · 
1995 · 
1996 · 
1997 · 
1998 · 
1999 · 
2000 · 
2001 · 
2002 · 
2003 · 
2004 · 
2005 · 
2006 · 
2007 · 
2008 · 
2009 · 
2010 · 
2011 · 
2012 · 
2013 · 
2014 · 
2015 · 
2016 ·
2017 ·
2018 ·
2019 ·
2020 ·
2021 ·
2022 ·
2023 ·
2024
Algerije ·
Angola ·
Argentinië ·
Australië ·
België ·
Bolivia ·
Brazilië ·
Bulgarije ·
Canada ·
Chili ·
China ·
Colombia ·
Costa Rica ·
Cuba ·
DDR ·
Denemarken ·
Duitsland ·
Ecuador ·
Egypte ·
Engeland ·
Estland ·
 Finland ·
Frankrijk ·
Georgië ·
Ghana ·
Guatemala ·
Haïti ·
Honduras ·
Hongarije ·
Ierland ·
India ·
Indonesië ·
Irak ·
Iran ·
Israël ·
Italië ·
Ivoorkust ·
Jamaica ·
Japan ·
Joegoslavië ·
Jordanië ·
Libië ·
Luxemburg ·
Maleisië ·
Mexico ·
Marokko ·
Nederland ·
Nicaragua ·
Nieuw-Zeeland ·
Nigeria ·
Noord-Ierland ·
Noorwegen ·
Oekraïne ·
Oezbekistan ·
Oman ·
Oostenrijk ·
Panama ·
Paraguay ·
Peru ·
Polen ·
Portugal ·
Roemenië ·
Rusland ·
Saarland ·
Saoedi-Arabië ·
Schotland ·
Senegal ·
Servië & Montenegro ·
Singapore ·
Slovenië ·
Sovjet-Unie ·
Spanje ·
Tahiti ·
Thailand ·
Trinidad en Tobago · 
Tsjechië ·
Tsjecho-Slowakije ·
Tunesië · 
Turkije ·
Venezuela ·
Verenigde Arabische Emiraten ·
Verenigde Staten ·
Wales ·
Zuid-Afrika ·
Zuid-Korea ·
Zweden ·
Zwitserland
Argentinië (1986) ·
België (1990) ·
Brazilië (1950) · 
Colombia (2014) ·
Costa Rica (2014) ·
Denemarken (1986) ·
Denemarken (2002) ·
Duitsland (2010) ·
Egypte (2018) ·
Engeland (2014) ·
Frankrijk (2002) ·
Frankrijk (2010) ·
Frankrijk (2018) ·
Ghana (2010) ·
Italië (1990) ·
Italië (2014) ·
Mexico (2010) ·
Nederland (1974) ·
Nederland (2010) ·
Portugal (2018) ·
Rusland (2018) ·
Saoedi-Arabië (2018) ·
Schotland (1986) ·
Senegal (2002) ·
Spanje (1990) ·
West-Duitsland (1986) ·
Zuid-Afrika (2010) ·
Zuid-Korea (1990) ·
Zuid-Korea (2010)